# Лассар, Джоаннес
Джоаннес Лассар или Ованнес Газарян (англ.  Johannes Lassar, арм.  Յովաննէս Ղազարեան, в кит. традиции — Ла Ша, 拉沙; 1781,  Макао — ок. 1822) — профессор китайского языка при колледже Форт-Уильям, в дальнейшем работавший в  Серампуре. Автор перевода Библии на китайский язык.

## Ранние Годы
Джоаннес Лассар приходился племянником известного филантропа, одного из крупнейших торговцев на острове Макао - Джоаннеса Матевоса, чей личный капитал мог соперничать с экономикой всего острова. Семья происходила из пригорода Исфахана - Новой Джульфы. Лассар родился вскоре после переезда его родителей в Макао в 1781 году. С малых лет Лассар приобщился к китайскому языку. Позже отец отправил его обучаться китайской грамоте в Кантон, где Лассар научился говорить также на севернокитайском языке.
После смерти дяди семья Лассара перебралась в Калькутту. На тот момент Лассару было двадцать лет.

## Профессор китайского языка
Попытка молодого человека человека заняться семейным делом - межконтинентальной торговлей, оказалась неудачной. Из-за сезонных скачков цен на чай в 1804 году, Лассар потерял свои вложения. Осенью того же года Лассара нанимает на службу проректор колледжа Форт-Уильям Клавдий Бьюкенен. Весной 1805 года Лассар переезжает в Серампур, где знакомится с Джошуа Маршманом, который несколько лет до этого безуспешно пытался научиться писать на китайском языке.

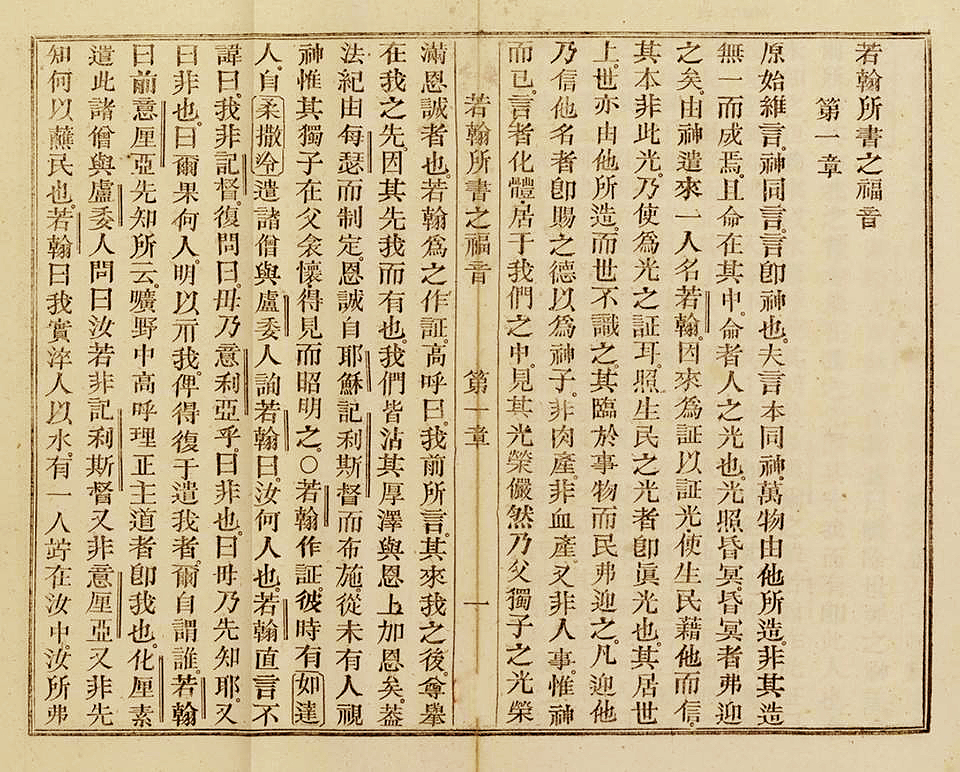
Евангелие от Иоанна, переведенное Джоанесом Лассаром и Джошуа Маршманом. Серампур, 1813 г. (BnF) Отдел редких книг, А-4008

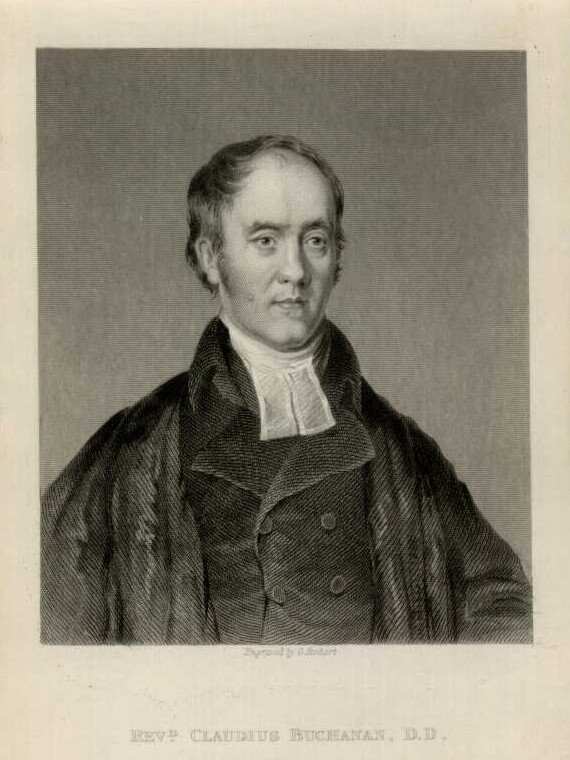
Клавдий Бьюкенен. Проректор колледжа Форт-Уильям

Вскоре между двадцатитрехлетним Лассаром и тридцатисемилетним Маршманом завязываются дружеские отношения. Успехи китайского класса отмечает генерал-губернатор Калькутты Лорд Минто:
““Три молодых человека, я бы скорее сказал юноши, не только овладели разговорным китайским, что, как я понимаю редкое явление среди европейцев, но и в степени, достойной восхищения, научились максимально корректно и широко пользоваться письменностью”.

## Перевод Библии на китайский язык
На протяжении всего 1807 года Лассар и его китайские помощники занимались переводом Евангелия от Матфея и вскоре включили в ежедневный распорядок дополнительные книги из Нового Завета - Евангелие от Луки и Марка. Печать книг осуществлялась вначале на деревянных блоках, которые изготовляли местные индусы, а позже была внедрена технология металлических наборных литер, благодаря которой процесс печати многократно ускорился. Пожар в печатном цехе ненадолго задержал переводчиков, однако уже в 1813 году впервые был издан Новый Завет на китайском языке. Вся Библия целиком была готова в 1822 году.

## Серампурская версия Армянской Библии
В 1817 году, благодаря ходатайству Клавдия Бьюкенена и Джоаннеса Лассара, удалось собрать достаточно финансирования для издания армянской версии Библии, которая стала шестым классическим изданием. Было выпущено 2000 экземпляров книги.
В 1812 году Клавдий Бьюкенен писал:
"Армяне в Индостане - наши подданные. Они признают наше правительство в Индии... ...Они сохранили Библию в ее первозданной чистоте, и их доктрины, насколько известно автору, соответствуют доктринам Библии. Кроме того, они придерживаются ритуала седьмого дня повсюду в нашей империи, и у них столько же указывающих на рай шпилей [церквей] в Индии, сколько и у нас. Разве не стоят они того, чтобы оправдать их доверие и укрепить их достоинство? По крайней мере, позвольте сделать это в делах легко осуществимых. У нас есть возможность печатного дела, у них нет. Давайте напечатаем армянскую Библию и наймем надлежащих людей из их числа для руководства работой, и будем поощрять их распространять собственную книгу по всему востоку".

## Судьба Лассара
Разные источники указывают разную дату предполагаемой смерти Лассара. Однако известно, что вскоре после окончания своей работы в Серампуре, след его теряется в источниках, что может говорить в пользу того, что он уехал либо скончался около 1822 года.